# سیاوش دیلمی رزم‌خواه
سرلشکر سیاوش دیلمی رزمخواه (۱۲۸۲–۱۳۷۳ ه‍.ش در دیلمان) از اعضای نهضت جنگل، از افسران عالی‌رتبه ارتش ایران، استاندار آذربایجان غربی و سناتور انتخابی گیلان در دوره هفتم مجلس سنا بود.

## زندگی
غلامحسین (سیاوش) دیلمی رزمخواه فرزند جعفربیگ متولد ۱۲۸۲ ه‍.ش از نوجوانی به نهضت جنگل به زعامت میرزا کوچک خان جنگلی پیوست و تعلیمات نظامی را تحت نظر افسران آلمانی و ایرانی و ترک و روس سفید فراگرفت.
پس از پایان کار نهضت در سال ۱۳۰۰ ه‍.ش مدتی زندانی بود ولی اندکی پس از آزادی، به ارتش ایران پیوست و در سال ۱۳۰۷ به دریافت درجه افسری نائل شد.
او به تدریج مدارج ترقی را طی کرد و در سال ۱۳۳۹ ه‍.ش استاندار آذربایجان غربی شد و تا سال ۱۳۴۲ این سمت را عهده‌دار بود و با مردم به حسن سلوک رفتار می‌کرد.
او در سال ۱۳۵۴ در دوره هفتم مجلس سنا به نمایندگی از اهالی گیلان عضویت یافت که کار آن با انقلاب اسلامی ۱۳۵۷ خاتمه یافت. پس از انقلاب زندانی و محاکمه شد ولی از اتهامات منتسبه تبرئه گردید و آزاد شد. نامبرده عاقبت در سال ۱۳۷۳ در سن ۸۱ سالگی بدرود حیات گفت.

## منبع
- کتاب گیلان، ج ۱ ص ۶۸۱
- شرح حال رجال سیاسی و نظامی معاصر ایران، باقر عاقلی، ج ۲ ص ۶۹۵ .